# آرتور کریسمس
آرتور کریسمس (انگلیسی: Arthur Christmas) یک پویانمایی در سبک کمدی-درام به کارگردانی سارا اسمیت است که در سال ۲۰۱۱ منتشر شد.

## خلاصه داستان
آرتور وظیفه دارد تا همه نامه ها را در شب کریسمس بسته بندی کند. اما نامه آرزوی یک دختر بچه را اشتباهی می فرستد و ماموریت می یابد تا قبل از صبح هدیه او را برگرداند و...

## بازیگران (صداپیشه)
- جیمز مک‌آووی
- هیو لوری
- بیل نای
- جیم برودبنت
- ایملدا استنتون
- لورا لینی
- اوا لونگوریا
- مایکل پیلین
- کوین الدن